# Deutsch-Tschechische Industrie- und Handelskammer

Die Deutsch-Tschechische Industrie- und Handelskammer (kurz DTIHK) mit Sitz in Prag ist eine deutsche Auslandshandelskammer. Dachorganisation ist der Deutsche Industrie- und Handelskammertag (DIHK). Die DTIHK beschäftigt etwa 40 Mitarbeiter und ist mit rund 680 freiwilligen Mitgliedern die größte bilaterale Auslandshandelskammer in der Tschechischen Republik. Zur DTIHK gehört die Dienstleistungsgesellschaft AHK Services s.r.o. (100%ige Tochtergesellschaft).  

Glaskuppel des DTIHK-Gebäudes

## Geschichte
Im Jahr 1993 wurde die DTIHK als Nachfolgeinstitution der Delegation der Deutschen Wirtschaft in Tschechien mit 191 Mitgliedsfirmen gegründet. Bis 1998 wurde die Mitgliederanzahl verdoppelt. Im Folgejahr konnte die DTIHK ihre neuen Räumlichkeiten am Wenzelsplatz in Prag beziehen. 2010 wurde die Dienstleistungsgesellschaft AHK Services s.r.o. als 100%ige Tochtergesellschaft der DTIHK gegründet. Ein Jahr später fand die Unterzeichnung der Kooperationsvereinbarung zur Eröffnung des gemeinsamen Regionalbüros in Pilsen mit der IHK Regensburg für Oberpfalz/Kelheim statt. Im Jahr 2018 jährte sich die Gründung der DTIHK und die Auslandshandelskammer feierte ihr 25-jähriges Jubiläum.  

## Aufbau
Das höchste Organ der DTIHK ist die Mitgliederversammlung, die einmal jährlich tagt. Diese wählt elf Vorstandsmitglieder. Aktueller Präsident der DTIHK ist Milan Šlachta (Repräsentant Bosch Group in Tschechien und der Slowakei). Das operative Geschäft leitet Bernard Bauer, geschäftsführendes Vorstandsmitglied der DTIHK.

## Funktionen
Die DTIHK verbindet das tschechische und deutsche Business und fördert die wirtschaftspolitische Zusammenarbeit beider Länder. Durch ihre Tochtergesellschaft AHK Services s.r.o. berät sie und unterstützt mit zahlreichen Dienstleistungen beim Markteintritt in Tschechien und Deutschland. Im Auftrag des Bundeswirtschaftsministeriums bietet sie für deutsche und tschechische Unternehmen ein breites Netzwerk vor Ort und vertritt deren Interessen vor Politik und Öffentlichkeit.

### Offizielle Vertretung der deutschen Wirtschaft
Die AHKs sind die zentralen Akteure der deutschen Außenwirtschaftsförderung im Auftrag der Bundesrepublik Deutschland. Sie vertreten die deutschen Wirtschaftsinteressen in ihren Gastländern und informieren und werben für den Standort Deutschland.

### Mitgliederorganisation
Die AHKs vereinen Unternehmen, die in den bilateralen Wirtschaftsbeziehungen aktiv sind. Diese Mitglieder verleihen der AHK Gewicht und Stimme, wenn sie gegenüber Politik, Wirtschaft und Verwaltung zur Förderung der bilateralen Wirtschaftsbeziehungen auftritt. Die Mitglieder treffen sich regelmäßig auf verschiedenen Events. Die beliebtesten Veranstaltungsformate sind die Jours Fixes, Speed Business Meetings, das DTIHK-Sommerfest oder das Oktoberfest in Prag.

### Dienstleister für Unternehmen
Deutsche und tschechische Unternehmen unterstützt die DTIHK-Tochtergesellschaft AHK Services s.r.o. bei der Markterschließung im jeweils anderen Land und bietet ihnen folgende Dienstleistungen an:
Markt- und Absatzberatung | Firmengründung | Investorenberatung & Rechtsauskunft | Steuerberatung & Buchhaltung | Personaldienstleistungen | Aus- & Weiterbildung | Messedienstleistungen | Werbung & Kommunikation | Branchenspezifische Beratung

## TopThemen (Jahresthemen)
Die DTIHK verfolgt aktuelle Trends in beiden Ländern und setzt mit ihren TopThemen (zuvor Jahresthemen) aktiv und öffentlichkeitswirksam Akzente, die ein großes Potenzial für die deutsch-tschechischen Wirtschaftsbeziehungen haben.
- Energieeffizienz & Mobilität (2011)
- Gemeinsam für Fachkräfte und Innovation (2012)
- 20 Jahre deutsch-tschechische Wirtschaftsbeziehungen – 20 Jahre DTIHK (2013)

- Forschung & Entwicklung – Die Zukunft im Fokus (2014)

- Industrie 4.0 – rEvolution gestalten (2015)

- Connect Visions to Solutions – Startup Award (ab 2016)

- Intelligente Infrastruktur (2017 und 2018)
- Künstliche Intelligenz (2019)
- Nachhaltigkeit & Gründung der Platform PartnersForSustainability (2020 und 2021)

## Vertretungen
Die DTIHK vertritt verschiedene Organisationen und Institutionen in Tschechien und Deutschland:
| Messegesellschaften                                     | Ländervertretungen | Weitere Vertretungen                                                                                       |
| ------------------------------------------------------- | --- | --- |
| - Messe Brünn - Messe Berlin - Spielwarenmesse Nürnberg | - Delegation der Bayerischen Wirtschaft in der Tschechischen Republik - Beauftragte für die sächsische Wirtschaft im Auftrag der Wirtschaftsförderung Sachsen | - Deutsche Zentrale für Tourismus - Germany Trade and Invest - Bayern Handwerk International - Landbell AG |